# Gary Breen
Gary Patrick Breen (Hendon, 1973. december 12. –), ír válogatott labdarúgó.
Az ír válogatott tagjaként részt vett a 2002-es világbajnokságon.

## Sikerei, díjai
Sunderland
- Angol másodosztályú bajnok (1): 2004–05